# Mercury-Atlas 3
Die Mission Mercury-Atlas 3 war ein unbemannter Testflug im Rahmen des Mercury-Programms.
Obwohl der Flug unbemannt war, waren alle Systeme so funktionsfähig, als wäre ein Astronaut an Bord. Der Flug verlief normal, bis 40 Sekunden nach dem Start die Rakete vom Kurs abkam. Wegen eines Softwarefehlers neigte sich die Rakete nicht nach Osten, sondern flog weiterhin senkrecht nach oben. Ein Triebwerksversagen wäre eine Gefahr für die umliegenden Orte gewesen sowie für das Cape Canaveral selbst. So beschloss man die Rakete zu sprengen, aber die Kapsel wollte man mithilfe des Fluchtturms retten.
Der Rettungsturm funktionierte perfekt und brachte die Kapsel auf eine Höhe von acht Kilometern. Die Kapsel landete sicher und konnte beim nächsten Flug Mercury-Atlas 4 wieder eingesetzt werden. Von der Trägerrakete wurde kaum ein Stück gefunden. Dies war der einzige Einsatzfall des Rettungsturms im Rahmen des Mercury-Programms.